# Milton (Wisconsin)
Milton város az USA Wisconsin államában. Lakosainak száma 5716 fő (2020. április 1.).

## Népesség
A település népességének változása:

| 2010 | 5 546 |
| 2020 | 5 716 |